# Dzioborożec wielki
Dzioborożec wielki (Buceros bicornis) – gatunek dużego ptaka z rodziny dzioborożców (Bucerotidae). Występuje w południowej i południowo-wschodniej Azji. Jest narażony na wyginięcie.

## Systematyka
Gatunek ten po raz pierwszy zgodnie z zasadami nazewnictwa binominalnego opisał w 1758 roku Karol Linneusz w 10. edycji Systema Naturae. Autor nadał gatunkowi nazwę Buceros bicornis, która obowiązuje do tej pory. Jako miejsce typowe wskazał Chiny; później uściślono, że chodziło o Tonkin.
Dzioborożec wielki jest blisko spokrewniony z dzioborożcem żałobnym (Buceros rhinoceros), z którym się niekiedy krzyżuje zarówno na wolności, jak i w niewoli. Obecnie nie wyróżnia się podgatunków.

## Morfologia

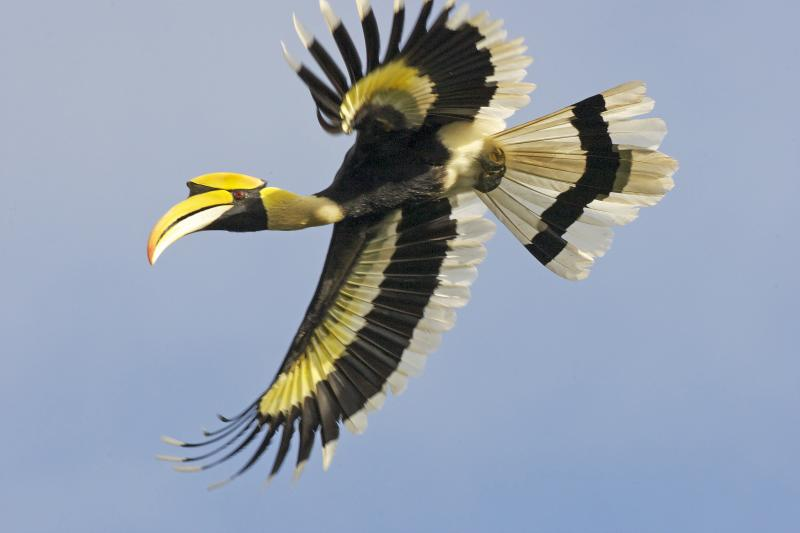
Dzioborożec wielki w locie

WyglądCzarno-biało-żółte upierzenie. Ma potężny żółty dziób z rogową naroślą u nasady. U samców narośl ta ma czarną obwódkę; ich tęczówki są czerwone, a obrączka oczna jest czarna. Samice są mniejsze od samców, mają mniejszą narośl na dziobie i brak na niej czarnego koloru; ich tęczówka jest biała, a obrączka oczna czerwona. Osobniki młodociane mają zielononiebieskie oczy; ich narośl na dziobie jest niewielka, pełne rozmiary osiąga w wieku 5 lat.
Wymiary
- długość ciała: 95–120 cm[8]
- rozpiętość skrzydeł: 151–178 cm[8]
- masa ciała: samce 2600–3400 g, samice 2155–3350 g[7]

## Zasięg występowania
Występuje w Ghatach Zachodnich (południowo-zachodnie Indie) oraz od północnych Indii, Nepalu i Bhutanu po skrajnie południowe Chiny, Półwysep Indochiński i Malajski, oraz na Sumatrze.

## Ekologia i zachowanie
BiotopLasy subtropikalne. Występuje do około 2000 m n.p.m.
PożywienieGłównie owoce, w tym jagody, ale zjada też drobne zwierzęta.
RozmnażaniePo złożeniu jaj (najczęściej dwóch) samica jest „zamurowywana” w dziupli drzewa przez samca, który odtąd karmi rodzinę. Po 8 tygodniach samica niszczy ściankę z gliny i wraz z pisklętami wylatuje z gniazda.
Długość życiaW niewoli może żyć do 50 lat, na wolności 35–40 lat.

## Status
Międzynarodowa Unia Ochrony Przyrody (IUCN) od 2018 roku uznaje dzioborożca wielkiego za gatunek narażony (VU, Vulnerable); wcześniej klasyfikowała go jako gatunek bliski zagrożenia (NT, Near Threatened). Liczebność populacji szacuje się na 13–27 tysięcy dorosłych osobników. Trend liczebności oceniany jest jako spadkowy. Do głównych zagrożeń dla gatunku należą utrata i fragmentacja siedlisk wskutek wycinki drzew oraz polowania.